# Borneosalangan
Borneosalangan (Collocalia dodgei) är en fågel i familjen seglare.

## Utseende och läte
Borneosalanganen är en liten och snabbflygande seglare. Den känns igen på vit buk, sotfärgad strupe och glansigt mörk ovansida. Jämfört med liknande fjäderfotad salangan är borneosalanganen igenomsnitt mer grönglänsande, vilket dock kan vara svårt att se. Den artbestäns lättast när den ligger på bo. Bland lätena görs ljust gläfsande tjittrande, framför allt nära boet.

## Utbredning och systematik
Arten förekommer på Borneo. Fågeln betraktas ofta som underart till C. linchi.

## Status
IUCN erkänner den inte som art, varför den inte placeras i någon hotkategori.

## Namn
Fågelns vetenskapliga artnamn hedrar en viss H. D. Dodge som samlade in typexemplaret.